# 空が泣くから
「空が泣くから」（そらがなくから）は、ENDLICHERI☆ENDLICHERI名義の3枚目シングルとして発売した堂本剛の通算5枚目のシングル。2007年2月7日に発売。発売レーベルはRAINBOW☆ENDLI9で、発売元はジャニーズ・エンタテイメント。

## 解説
この作品より、ENDLICHERI☆ENDLICHERI名義のCD・DVDには「RAINBOW☆ENDLI9（レインボー・エンドリック）」というレーベル名が用いられるようになった。それに伴い、規格品番のジャンルコードがKinKi Kids名義、堂本剛名義の作品と共通であった「N」から新たに設けられたレーベル専用の「R」に変更となり、初回限定盤にはJECR-0001、通常盤にはJECR-0002という品番がつけられた。ジャケットに使用されているロゴマーク（本人デザインのもの）やURL表記はENDLICHERI☆ENDLICHERI独自のものだが、社名表記はジャニーズ・エンタテイメントであり、完全に分社化したわけではない。
アップテンポなナンバーであった前作「The Rainbow Star」と大きく異なり、1stシングルの「ソメイヨシノ」のような静かな世界観で描かれた楽曲になっている。本作もオリコンシングルチャートで初登場1位を記録した。本人曰く人間に必要な水、人の繋がりに必要な潤いを求める「雨乞いの歌」。
初回盤と通常盤では引き続き収録曲の相違があるが、本作はタイトル曲、カップリングのほか、サブタイトルとメロディは同じであるものそれぞれ歌詞とアレンジの違った「Man」「Woman」を収録している。この楽曲は男と女の視点に分けられたアンサーソング的な内容である。
「Man」はスカ、「Woman」はキーボードと効果音にのせたアカペラ調のラブ・ソングである。
予約者対象に先着購入特典として「Sankakuが作れる紙」を付属。色は販売店によって異なり、TSUTAYAは紫、新星堂は緑、HMVはピンク、TOWER RECORDSは黄色などとなっている。（特典は特定CD店の行ったオリジナル企画）

## チャート成績
2007年2月19日付のオリコンチャートで初週9.6万枚を売り上げ、初登場1位を獲得した。堂本剛の関連のソロシングルを含めると首位獲得は今回で5作連続・通算5作目となった。

## 収録曲

### 初回限定盤
1. 空が泣くから
(作詞・作曲:ENDLICHERI☆ENDLICHERI　編曲:十川知司、ENDLICHERI☆ENDLICHERI　ブラスアレンジ:下神竜哉、ENDLICHERI☆ENDLICHERI)
前年長期間にわたって行われたライブツアー「The Rainbow Star」3rdステージ（再々追加公演）のアンコールにて初披露されたナンバー。 好評によりCD化が決定した。本人曰く、「故郷の奈良からインスピレーションを受けた」とのこと。
これまであまり見られなかった効果音がイントロから全体にわたり使用されており、ボーカルには全編エフェクトが掛けられている。
2. Sparkling
(作曲:ENDLICHERI☆ENDLICHERI　編曲:SC△LE)
ファンキーな曲のインスト曲。アルバム『Neo Africa Rainbow Ax』には"-album virsion-"として収録。
3. Woman 〜あなたの宇宙に生きていたい〜
(作詞・作曲:ENDLICHERI☆ENDLICHERI　編曲:十川知司、ENDLICHERI☆ENDLICHERI)
初回盤と通常盤で同じテーマでありながら歌詞・アレンジが異なる男と女の側から見た世界観を歌った楽曲が仕込まれている。
4. 空が泣くから (Backing Track)

### 通常盤
1. 空が泣くから
2. Sparkling
3. Man 〜あなたの宇宙に生きていたい〜
(作詞・作曲:ENDLICHERI☆ENDLICHERI　編曲:十川知司、ENDLICHERI☆ENDLICHERI)

## 参加ミュージシャン
ENDLICHERI☆ENDLICHERIのプロジェクトに参加するミュージシャンを総称して「SC△LE（スケール）」と呼んでいる（△はSanakuのロゴで表されることもある）。
- 空が泣くから
  - Vocal：ENDLICHERI☆ENDLICHERI
  - Keyboards & BulbuTarang：十川知司
  - Guitar：西川進、竹内朋康
  - Bass：上田ケンジ
  - Drums：ひぐちしょうこ
  - Percussions：STEVE ETO
  - Trumpet：下神竜哉
  - Trombone：小坂 SASUKE 武巳
  - Saxophone：竹野昌邦
  - Horn：堂山敦史
  - Strings：後藤勇一郎ストリングス
  - Chorus：CHAKA、松本優香、TAMA
  - Instrumental Technician：小関純匡
- Sparkling
  - Hammond Organ & Clavinet：十川知司
  - Guitar：ENDLICHERI☆ENDLICHERI
  - Guitar：名越由貴夫、竹内朋康
  - Bass：上田ケンジ
  - Drums：ひぐちしょうこ
  - Percussion & Voice Percussion：STEVE ETO
  - Trumpet：下神竜哉
  - Trombone：小坂 SASUKE 武巳
  - Saxophone：竹野昌邦
  - Chorus：CHAKA、浦嶋りんこ、松本優香、TAMA
  - Instrumental Technician：小関純匡、斉藤和弘
- Woman ～あなたの宇宙に生きていたい～
  - Keyboards & Vocal：ENDLICHERI☆ENDLICHERI
  - Synthesizer Oparator：十川知司
  - Percussion：STEVE ETO
- Man ～あなたの宇宙に生きていたい～
  - Vocal：ENDLICHERI☆ENDLICHERI
  - Keyboards & Bass：上田ケンジ
  - Guitar：西川進、名越由貴夫、竹内朋康
  - Drums & Vibraphone：ひぐちしょうこ
  - Hammond Organ & Clavinet：十川知司
  - Percussions：STEVE ETO
  - Side Sticking & Instrumental Technician：小関純匡
  - Trumpet：下神竜哉
  - Trombone：小坂 SASUKE 武巳
  - Saxophone：庵原良司
  - Chorus：CHAKA、松本優香